# Lohmannsfeld
Die Grube Lohmannsfeld lag im Neunkirchener Ortsteil Altenseelbach im Kreis Siegen-Wittgenstein. Sie war bis 1917 die größte unabhängige Grube im Ort, mit Grube Große Burg eine der größten Gruben im Freien Grund.

## Gangmittel und Erzvorkommen
Drei Hauptgangmittel führten hauptsächlich Spateisenstein, verwachsen mit Quarz, Bleiglanz und Zinkblende, geringfügig traten auch Kupfer- und Schwefelkies auf. Diese Gangmittel waren
- der Mannseifer Gang mit einer Länge von 25 bis 50 m,
- der Lohmanner Gang mit 25–50 m Länge und
- der Wilhelmstroster Gang, 20–45 m lang.

Neben den Gangmitteln traten die Gänge Junger Lohmann, Kreutzgang, Kupfertrumm als Gangtrümmer auf und waren recht unbedeutend. 100 kg gefördertes Bleierz enthielten im Durchschnitt 30–108 g, selten bis zu 150 g Silber.

## Geschichte

Betriebsfeier nach der Wiederauffindung eines Erzganges auf Grube Lohmannsfeld im Jahr 1896

Eine Dillenburger Gewerkschaft baute um 1700 auf dem Mittel Wilhelmstrost Bleierz ab. Später folgte eine Konsolidation aus den Gangmitteln Wilhelmstrost, Lohmann und Mannseifen. Der Tiefe Stollen, genannt Wilhelmsgruß, lag im Seelbachtal und hatte unter Tage eine Teufe von 83 m.
Ein Blindschacht im Mittel Wilhelmstrost wurde ab 1860 bis 137 m unter die Stollensohle abgeteuft; ausgerüstet wurde er mit einer Dampfmaschine mit 8 PS Leistung, die später durch eine 30 PS starke Maschine ersetzt wurde. 1885 erreichte der Schacht bereits 203 m Teufe, Sohlen wurde bereits bei 26, 52, 78, 100, 135, 160 und 200 m angeschlagen. Zeitgleich erfolgte die Abteufung des Mannseifenschachts von über Tage bis in 419 m Teufe. Ausgestattet wurde er mit einer 14-PS-Dampfmaschine und drei Wasserhaltungsmaschinen, davon zwei 40-PS- über Tage und eine 32-PS-Maschine unter Tage auf 125-m-Sohle als Reserve. Gefördert wurde durch den Tiefen Stollen der Grube. Die Gesamtteufe lag bei 780 m.
Im Jahre 1885 bestand die Aufbereitung aus einer Dampfmaschine, einem Wasserrad, einem Pochwerk, einem Walzwerk, mehrere Separationstrommeln und Setzmaschinen sowie Stossherden. Daneben existierte eine Reparaturwerkstatt und ein Labor zur Bestimmung des Metallgehaltes. 1917 erfolgte die Zusammenlegung der Gruben Große Burg aus den Gruben Lohmannsfeld, Gute Hoffnung und Silberart. 1918 übernahm die Deutsch-Luxemburgische Bergwerks- und Hütten-AG die Kuxenmehrheit der Grube. 1948 wurde die Förderung eingestellt.
| Jahr | Förderung |
| ---- | --------- |
| 1863 | 1.500 t   |
| 1865 | 2.146 t   |
| 1869 | 4.000 t   |
| 1873 | 4.500 t   |
| 1875 | 2.733 t   |
| 1877 | 2.000 t   |
| 1881 | 3.484 t   |
| 1885 | 3.470 t   |
| 1890 | 6.200 t   |

| Jahr | Förderung |
| ---- | --------- |
| 1891 | 6.362 t   |
| 1894 | 11.000 t  |
| 1901 | 8.300 t   |
| 1906 | 4.386 t   |
| 1908 | 1.000 t   |
| 1911 | 800 t     |
| 1913 | 7.500 t   |
| 1917 | 5.000 t   |

Die Förderung der Grube stieg mit dem allgemeinen Aufschwung kaum an. Wurden 1859 noch 299 t Bleierz gefördert, waren es zwar 1864 bereits 549 t, ein Jahr später allerdings wieder 287 t und 1870 nur noch 166 t. Neben Bleierz wurde jährlich etwa die doppelte Menge Zinkblende gefördert, 1863 waren es 777 t, 1864 908 t und 1865 762 t. Die Zinkblendeförderung nahm im Gegensatz zur Bleierzförderung ab den 1870ern bis 1885 auf 307 t Zinkerz ab, während die Bleierzförderung bei 342 t blieb und bis 1894 auf 976 t anstieg.
Die Eisenerzförderung war die stärkste auf Lohmannsfeld, obwohl Eisen hier eigentlich nur Nebenprodukt war. In den Statistiken wurde sie 1863 erstmals dazu erwähnt. 1866 wurden noch 2.628 t Spateisenstein gefördert, bis 1885 stieg die Förderung auf 3.470 t. Die stärkste Förderung lag 1894 bei etwa 11.000 t. In den Jahren 1909 und 1910 fang keine oder nur eine geringe Eisenerzgewinnung statt. Neben den Blei-, Zink- und Eisenerzen wurden noch geringe Mengen an Kupfererz gewonnen, 1885 waren es 101 t. Die Gesamtförderung von Lohmannsfeld lag bei 223.486 t Eisenerz.

## Weiterführende Artikel
- Bergbau im Siegerland